# Bibliothèque diabolique (Collection Bourneville)
Die Bibliothèque diabolique  (etwa: Teuflische Bibliothek) ist eine französische Buchreihe, die zwischen 1882 und 1902 von dem französischen Neurologen und Charcot-Schüler Désiré-Magloire Bourneville (1840–1909) veröffentlicht wurde.

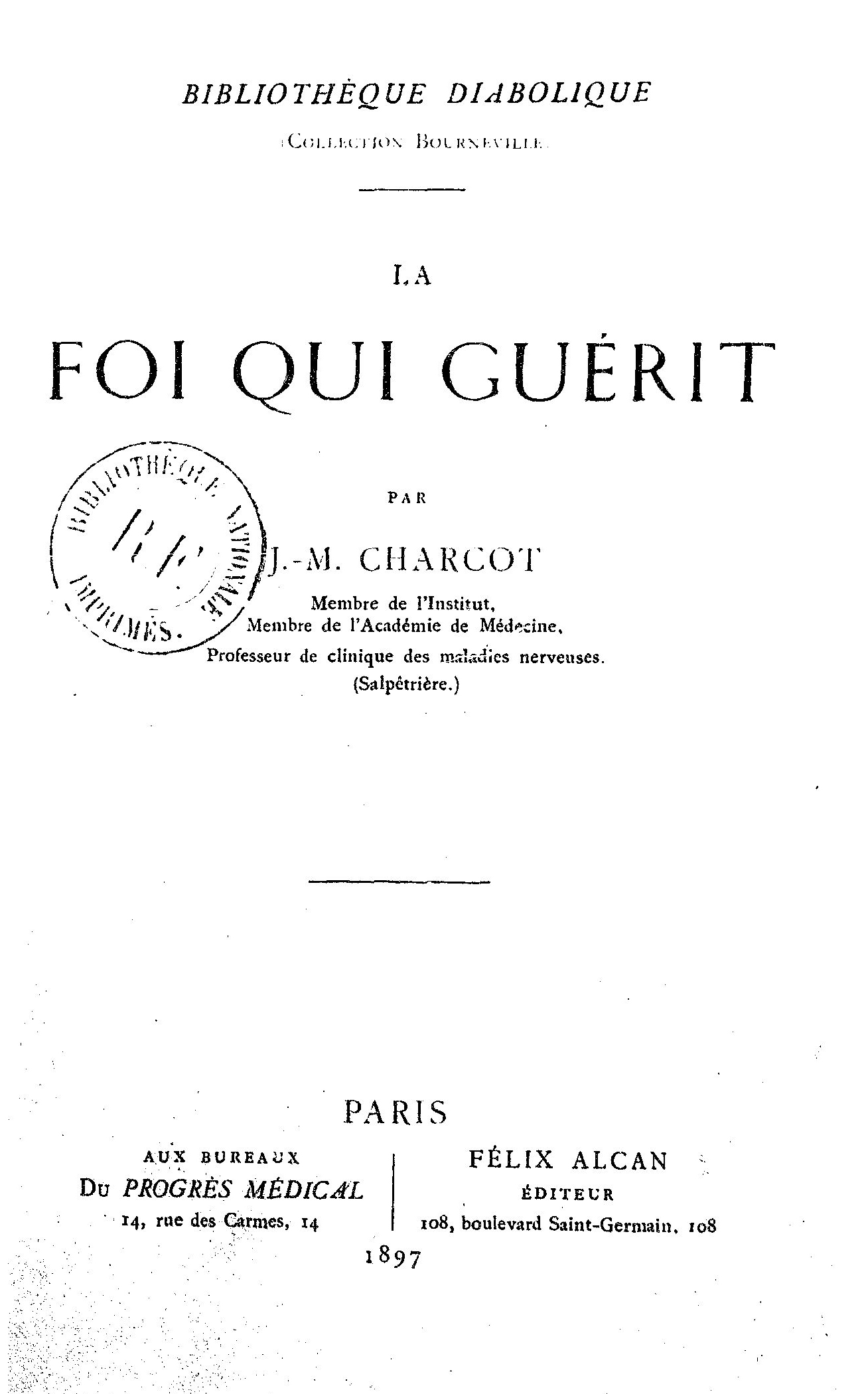
La Foi qui guérit (Der heilende Glaube) von J.-M. Charcot - Titelseite der Neuauflage von 1897 in der Bibliothèque diabolique (Collection Bourneville).

## Kurzeinführung
Dr. Bourneville war skeptisch gegenüber mystischen und übernatürlichen Behauptungen, und so war die Reihe dazu auserkoren, antiklerikale Texte zu veröffentlichen.
In seiner Collection (Reihe) veröffentlichte Bourneville eine Reihe von Bänden, worin historische Fälle von Besessenheit und Hexerei zugunsten pathologischer Erklärungen neu bewertet wurden.
In der Reihe erschienen 1886 die berühmten Memoiren der Jeanne des Anges (Madame de Beclier), die im Zuge der Hexenprozesse von Loudun in den 1630er Jahren Berühmtheit erlangte. Ihre Autobiographie d’une hystérique possédée („Autobiographie einer besessenen Hysterikerin“) wurde von Gabriel Legué und Georges Gilles de la Tourette analysiert.
Der darin aufgenommene Johann Weyer / Jean Wier (1515 oder 1516–1588) hatte von Agrippas Unterricht eine Art Vertrautheit mit den Außenseitern, Hexen und anderen Magiern behalten und wurde zum Gegner der Hexenverfolgung. Er widersetzte sich den Inquisitoren nicht, weil er die Existenz des Teufels leugnete, sondern weil er die Methoden zur Aufspürung und Bestrafung der "Handlanger des Satans" ihrem Wesen nach für teuflisch inspiriert hielt. De praestigiis daemonum (Von den Blendwerken der Dämonen) veröffentlichte er 1563 bei dem Basler Drucker Oporinus. Zu seinen Gegnern zählten der Schweizer Theologe Erastus und der französische Jurist Jean Bodin.
Die Reihe umfasst neun insgesamt Bände und sie erschien in Paris im Bureaux du Progrès médical: A. Delahaye et Lecrosnier.

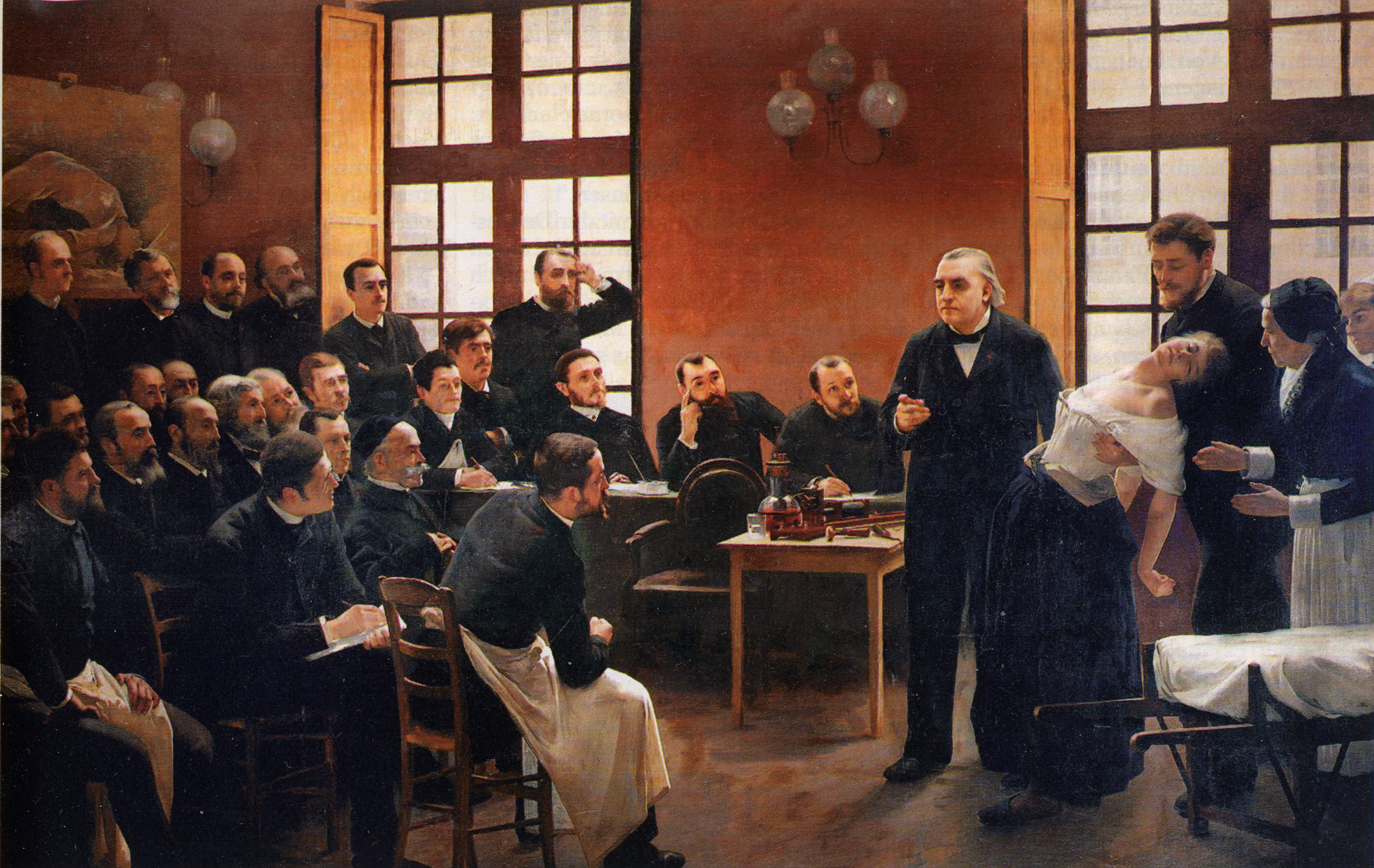
Jean-Martin Charcot (1825–1893) demonstriert, assistiert von Joseph Babinski, im Hörsaal der Salpêtrière die hysterische Patientin Blanche Wittman in hypnotisiertem Zustand. Das Gemälde Une leçon clinique à la Salpêtrière (Eine klinische Vorlesung in der Salpêtrière) von André Brouillet, 1887.

Die Sammlung stellt dem Historiker Philippe Galanopoulos zufolge „ein originelles editorisches Projekt an der Schnittstelle von Wissenschaft, Geschichte und Politik dar“: Indem er ständig zwischen alten und modernen klinischen Anzeichen vergleiche, habe Bourneville immer wieder die Identität von teuflischer Besessenheit, mystischer Ekstase und hysterischen Krankheiten bewiesen, und das Studium der „Bibliothèque diabolique“ zeige einmal mehr, dass der Aufbau einer solchen Sammlung eine der Grundlagen der republikanischen Propaganda im Frankreich des 19. Jahrhunderts war.
Die Historikerin Nicole Edelman sieht die geschichtlichen Zusammenhänge folgendermaßen:

« L’Église et des médecins catholiques sont partie prenante dans la construction de la figure de l’hystérique. Ils sont en effet confrontés à l’hystérisation des phénomènes mystiques par les médecins athées ou libres penseurs, tels D.M. Bourneville ou J.M. Charcot. Ces médecins anticléricaux poursuivent et affinent la pathologisation de la possession, de l’extase et des visions. Ils contestent la véracité des guérisons miraculeuses, qui connaissent une ampleur jamais égalée à Lourdes depuis les apparitions de Marie à Bernadette Soubirous en 1858.

Le débat autour de l’hystérie, des phénomènes de possession, des visions mariales et des guérisons miraculeuses se place dans un cadre plus large de combat idéologique auquel, de fait, il participe. Après la fin de l’Ordre moral, « entre le 5 et le 29 janvier 1879, la IIIe République […] se fixe tout à coup, avec son esprit et ses hommes ».

Dès ce premier temps de la République, l’anticléricalisme est à l’ordre du jour et ne cesse de se développer jusqu’à la loi de séparation de l’Église et de l’État en 1905. »

„Die Kirche und die katholischen Ärzte sind an der Konstruktion der Figur der Hysterikerin beteiligt. Sie sind nämlich mit der Hysterisierung mystischer Phänomene durch atheistische oder freidenkende Ärzte wie D. M. Bourneville oder J. M. Charcot konfrontiert. Diese antiklerikalen Ärzte setzten die Pathologisierung von Besessenheit, Ekstase und Visionen fort und verfeinerten sie. Sie bestreiten den Wahrheitsgehalt von Wunderheilungen, die in Lourdes seit den Marienerscheinungen von Bernadette Soubirous im Jahr 1858 ein nie dagewesenes Ausmaß erreichten.

Die Debatte um Hysterie, Besessenheitsphänomene, Marienvisionen und Wunderheilungen ist in einen größeren Rahmen des ideologischen Kampfes eingebettet, an dem sie de facto teilnimmt. Nach dem Ende der Moralischen Ordnung, "zwischen dem 5. und dem 29. Januar 1879 steht die Dritte Republik […] plötzlich fest, mit ihrem Geist und ihren Männern".

Von dieser ersten Zeit der Republik an stand der Antiklerikalismus auf der Tagesordnung und entwickelte sich bis zum Gesetz zur Trennung von Kirche und Staat im Jahr 1905 stetig weiter.“

## Die neun Bände
- Procès verbal fait pour délivrer une Fille Possédée par le malin esprit, à Louviers (1591). Herausgeber: Armand Bénet, Einführung von B. de Moray. Paris, 1883. Digitalisat

Der Autor Caillet weist darauf hin, dass diese Episode der Besessenheit, die auf das Ende des 16. Jahrhunderts zurückgeht, wenig untersucht und von den Fachhistorikern nahezu ignoriert wurde.
- Histoires, disputes et discours des illusions et impostures des diables, des magiciens infâmes, sorcières et empoisonneurs, des ensorcelez et démoniaques et de la guérison d’iceux, item de la punition que méritent les magiciens, les empoisonneurs et les sorcières; le tout compris en six livres par Jean Wier. Wier, Jean (ou Weyer). Suivi de: DEUX DIALOGUES, touchant le pouvoir des sorcieres et de la punition qu’elles meritent, par Thomas Erastus. 2 Bände, Paris, 1885. Nachdruck der Genfer Ausgabe von 1579, anonyme Übersetzung aus dem Lateinischen. Vorwort von Bourneville, Biographie Jean Wiers von Axenfeld. - Digitalisate: Band 1, Band 2
- Soeur Jeanne des Anges, supérieure des Ursulines de Loudun (XVIIe siècle), Autobiographie d’une hystérique possédée, d’après le manuscrit inédit de la bibliothèque de Tours. Gabriel Legué; Georges Gilles de la Tourette. Paris, 1886. Vorwort von Professor Charcot.[7] Textarchiv – Internet Archive.
- (Jeanne Fery):[8] La possession de Jeanne Fery, religieuse professe du couvent des soeurs noires de la ville de Mons[9] (1584). Préf. de Bourneville. Texte de l’éd. de Paris, 1586. Paris 1886; Textarchiv – Internet Archive.
- (Michée Chauderon) Procès criminel de la dernière sorcière brulée à Genève le 6 avril 1652. Michée Chauderon. Ladame, Paul Louis. Paris 1888; Textarchiv – Internet Archive.

Abschrift des im Staatsarchiv Genf aufbewahrten Gerichtsverfahrens gegen Michée Chauderon (1602–1652), einer analphabetischen Wäscherin und Heilerin aus Savoyen, die als letzte Frau in Genf als Hexe hingerichtet wurde.
- Le sabbat des sorciers. Bourneville und E. Teinturier. Paris, 1890; Textarchiv – Internet Archive.
- Barbe Buvée en religion, soeur Sainte-Colombe et la prétendue possession des Ursulines d'Auxonne (1658–1663), étude historique et médicale, d’après des manuscrits de la Bibliothèque nationale et des archives de l’ancienne province de Bourgogne. Samuel Garnier, 1895; Textarchiv – Internet Archive.
- La foi qui guérit. Jean-Martin Charcot. 1897 Digitalisat

Einer der letzten Texte des berühmten Neurologen Jean-Martin Charcot (1825–1893), eine oft als sein „philosophisches Testament“ bezeichnete Publikation. Sie befasst sich mit den sogenannten Wunderheilungen und zeigt, dass „Glaubens-Heilung“ (der Glaube, der heilt) unter bestimmten Umständen stark genug sein kann, um Krankheiten zu heilen, die als unheilbar gelten. Sigmund Freud, der Charcots Schüler war, ließ sich später bei seinen Analysen über das Unbewusste von ihm inspirieren.
- (sainte Thérèse) Pierre François Adrien Rouby.[11] L’hystérie de sainte Thérèse. Paris, Aux bureaux du Progrès Médical et Félix Alcan, 1902.[12]